# Natalia Valentín
Natalia Valentín, född 12 september 1989 i Caguas, Puerto Rico, USA, är en volleybollspelare (passare). 
Med Puerto Ricos landslag har hon deltagit i bl.a. VM och OS. Hon har spelat med klubbar i Puerto Rico, USA, Azerbajdzjan, Frankrike, Polen och Italien.